# Xiantiandao
Lo Xiantiandao (in cinese: 先天道, letteralmente: "via del cielo primordiale"), è un gruppo di nuovi movimenti religiosi panteistici, monistici e universalistici emerso in Cina a cavallo tra il XIX e il XX secolo, e basati sulle dottrine di una setta di ispirazione taoista documentata sin dalla dinastia Yuan e conosciuta come religione del Loto Bianco (Bailianjiao in cinese). Lo Xiantiandao — originariamente un'unica corrente — fondata da Huang Dehui 黃德輝 (nato nel 1684 e morto nel 1750), sosteneva la ricerca di una verità universale mediante le tre religioni tradizionali cinesi, il Buddhismo, il Taoismo e il Confucianesimo. Come la setta del Loto Bianco, anche la Via del Cielo Primordiale delle origini basava la propria dottrina su una divinità universale femminile, la Madre Innata (in cinese Wushenglaomu 無生老母). I culti odierni ebbero origine alla fine del XIX secolo a causa di una serie di scismi interni allo Xiantiandao. Le nuove suddivisioni presero percorsi autonomi e spesso differenti dall'impostazione della religione originaria, pur mantenendo delle basi in comune. Il carattere principale che è possibile individuare nelle dottrine moderne di queste religioni è il sincretismo, dato da elementi e concezioni tratte anche da religioni allogene, quali il Cristianesimo, l'Induismo e l'Islam, oltre che dalle religioni tradizionali cinesi. La figura della Dea Madre è meno rilevante rispetto a quanto lo fosse nelle dottrine dello Xiantiandao unificato e nella precedente religione del Loto Bianco; la divinità femminile è infatti passata in secondo piano, ed è considerata — come tutte le altre divinità — una manifestazione dell'unico Dio, il culto del quale riprende l'antica religione monoteistica cinese del Cielo, il quale rappresentava la Divinità universale e prendeva il nome di Shangdi o Tian, come nelle moderne religioni della Via del Cielo Primordiale. Il numero di aderenti a questi nuovi movimenti nel 1947 — prima dell'inizio delle politiche antireligiose in Cina — si aggirava intorno ai cinque milioni di unità. Le violente repressioni portarono i gruppi quasi alla definitiva scomparsa, tanto che le autorità religiose furono costrette a trasferirsi a Taiwan, dove le pratiche cultuali furono ad un certo punto autorizzate. Le religioni della Via del Cielo Primordiale stanno assistendo oggi ad una nuova diffusione in Taiwan, nel Sudest asiatico e anche in Occidente, in particolare in America. Le statistiche odierne non forniscono dati chiari, anche se si stima che gli aderenti a questi nuovi movimenti religiosi siano qualche milione (ufficialmente tra uno e due), una decina forse, se si prendono in considerazione anche eventuali comunità nella Cina continentale che non si rivelano pubblicamente a causa del fatto che tutte le religioni xiantiane sono ancora illegali e perseguitate.

## Storia
Il gruppo dello Xiantiandao affonda le sue origini più ancestrali nel XII e nel XIII secolo, periodo di regno della dinastia Yuan, la quale detenne il trono dell'Impero Celeste dal 1271 al 1368. In quest'epoca nacque la religione del Loto Bianco (Bailianjiao in cinese), chiamata oggi anche Madrismo, per la forte enfasi che il culto dava alla figura della Dea Madre. Il nome Loto Bianco ha oggi un significato negativo in Taiwan, dato che ha assunto connotazioni che esprimono qualcosa di segreto, illegale e scismatico. La prima religione xiantiana unificata fu fondata da Huang Dehui (黃德輝) nel Diciassettesimo secolo. Dehui oltre che dalla dottrina del Loto Bianco trasse elementi anche dalla dottrina di Luo Qing (羅清). La religione contemplava anche la presenza di un patriarcato, di cui Huang Dehui era considerato l'ottavo successore; il lignaggio dei patriarchi durò sino al 1828, quando, sotto il tredicesimo patriarca, la religione xiantiana entrò in un periodo di scismi interni, che la portarono infine a disgregarsi negli attuali cinque gruppi dell'Ikuantao, del Tiandeshengjiao, del Tungshanshe, del Daoyuan e dello Zuhuitang, oltre che in successive ulteriori ramificazioni, quali il Tiandejiao, il Miledadao e l'Haizidao.
| XIANTIANDAO 1/2 milioni | Ikuantao        | 1/2 milioni | 1928                 | Cina, Taiwan |
| XIANTIANDAO 1/2 milioni | Tiandejiao      | 260.000     | 1978                 | Taiwan       |
| XIANTIANDAO 1/2 milioni | Miledadao       | 230.000     | 1988                 | Taiwan       |
| XIANTIANDAO 1/2 milioni | Tiandeshengjiao | 200.000     | 1899                 | Taiwan       |
| XIANTIANDAO 1/2 milioni | Altre religioni | 440.000     | XIX / XX secolo d.C. | Cina, Taiwan |

## Caratteristiche

### Teologia
La teologia del Loto Bianco, assimilata in seguito dalla Via del Cielo Primordiale originale, concepiva la Divinità come un principio femmineo chiamato tradizionalmente Madre Innata o Madre Venerabile (in cinese Wushenglaomu (無生老母), identificata non poche volte con la Dea dei Cieli, Xiwangmu, venerata dai taoisti. Il concetto di divinità unica e femminile è in realtà molto più antico, risalente forse al Taoismo delle origini e alla filosofia di Laozi. La dottrina madrista afferma che la Dea creò l'universo e la vita, ma l'uomo ben presto, dedicandosi esclusivamente alle mondanità terrene, si dimenticò delle sue origini divine. A causa di questo allontanamento spirituale ebbe inizio il ciclo delle reincarnazioni, poiché l'allontanamento della dimensione fisica dalla dimensione mistica, e dalla Dea, portò ad una crescente difficoltà nell'accedere al paradiso. La Madre Innata decise allora di inviare sulla Terra tre emissari che indicassero all'uomo la retta via per il ritorno al cielo; il primo misso fu il Buddha Dipankara, il secondo misso fu il Buddha Sakyamuni — ovvero Siddhartha Gautama, fondatore del Buddhismo —, e il terzo inviato sarà il Buddha Maitreya, non ancora giunto, che condurrà l'intera umanità verso la salvezza. La figura della Dea Madre, con lo scisma dello Xiantiandao nelle attuali religioni, venne sempre più considerata come una manifestazione di Dio (in cinese Shangdi o Tian, letteralmente "il Cielo"), il cui culto rivificato divenne sempre più centrale nella dottrina delle nuove sette evolutesi sino ai nostri giorni. Oggi, il monismo e l'enoteismo caratterizzano fortemente la teologia delle religioni xiantiane. Dio è considerato un principio immanente di cui l'universo è manifestazione; la Divinità si rende accessibile all'essere umano attraverso una molteplicità di aspetti, i quali corrispondono alle varie divinità venerate. L'enoteismo permette ai fedeli di pregare Dio attraverso l'iconografia che più si avvicina alla sensibilità dell'individuo.

### Sincretismo e universalismo
Le religioni della Via del Cielo Primordiale sono caratterizzate da una dottrina sincretistica che combina innanzitutto elementi delle tre vie religiose cinesi, il Taoismo, il Buddhismo e il Confucianesimo, e in secondo luogo caratteristiche tratte da religioni esogene quali il Cristianesimo, l'Islam e l'Induismo. Mentre però l'aspetto sincretico è solo superficiale, ovvero una mistura di elementi in particolare ritualistici, terminologici e organizzativi, le nuove religioni dello Xiantiandao presentano strutture teologiche e dottrinarie innovative sotto un grande numero di aspetti. È in questo contesto che emerge il settarismo, ovvero un distacco profondo dalle religioni da cui traggono spunto, pur mantenendo dei legami superficiali con esse. Il nucleo delle religioni xiantiane è ostensivamente influenzato, comunque sia, dalle tre religioni tradizionali cinesi. Questo forte richiamo è dovuto all'elemento neoconfuciano presente nelle dottrine delle nuove religioni. Già con il Neoconfucianesimo si era parecchio diffusa l'idea che tutte e tre le principali forme religiose cinesi fossero detentrici di una verità universalistica, tre vie valide e alternative per giungere alla giusta comprensione del divino. Évelyne Micollier fa notare che l'attrazione verso queste nuove forme di religione non interessa solo la popolazione cinese, ma è sempre più rivolta verso un universalismo che le rende religioni adatte a qualsiasi popolo ed etnia. La crescente importanza di questi movimenti a livello internazionale è strettamente correlata a questo aspetto, e si riflette anche in un orgoglio nazionalistico che esalta l'universalità del pensiero cinese.

### Millenarismo e settarismo
La dottrina delle religioni nascenti dello Xiantiandao è caratterizzata da un forte millenarismo, già comparso nel passato della storia cinese, diverso sotto molti aspetti dal millenarismo occidentale. Questo elemento millenaristico è basato innanzitutto su una visione ciclica dell'evoluzione dell'universo. Le religioni ereditarie della Via del Cielo Primordiale sostengono che l'universo abbia attualmente attraversato, dalla creazione all'era odierna, due cicli cosmici: l'era dello yang verde e l'era dello yang rosso, durante le quali sono stati condotti alla salvezza numerosi esseri viventi. Il prossimo periodo universale, che per certe religioni come l'Ikuantao è già cominciato, è l'era dello yang bianco, alla fine della quale tutti gli esseri viventi rimasti nel cosmo verranno salvati.

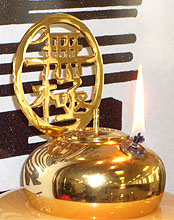
Lampada ad olio ritualistica.

I movimenti della Via del Cielo Primordiale non dimostrano atteggiamenti proselitici; tuttavia, come di solito accade alla maggior parte dei nuovi gruppi religiosi emergenti, sono caratterizzati dalla convinzione di detenere una qualche forma di verità in un mondo corrotto e ignorante, e questo li porta alla chiusura iniziale tipica di tutti i nuovi movimenti, una forma di difesa dal mondo esterno il quale potrebbe, con la sua corruzione, danneggiare l'armonia e la verità conservate all'interno delle nuove comunità religiose. Queste ultime sono sì da una parte settarie, ma quasi contraddittoriamente, desiderose di espansione, visibilità e importanza sociale, come dimostra l'Ikuantao che è attualmente la religione xiantiana più diffusa.

### Evoluzione neoconfuciana
Il Confucianesimo è principalmente un sistema etico, sociale e politico, e pertanto non una religione, sebbene abbia assunto in certe circostanze anche atteggiamenti religiosi. La componente neoconfuciana delle nuove religioni dello Xiantiandao si traduce dunque in una riduzione del misticismo e dell'aspetto magico, a profitto di una religiosità più razionale e meno passionale, più incentrata sulla morale piuttosto che sulla credenza superstiziosa. Nonostante ciò le influenze taoiste permettono il mantenimento di un approccio alla mistica, attraverso le scritture spirituali, i talismani, e altri elementi tipicamente taoisti che mantengono sempre un forte potere attrattivo. L'elemento buddhista gioca un grande ruolo, e ciò è attestato dall'usanza di assegnare titoli quali buddha o bodhisattva a maestri spirituali di particolare spicco.

### Influenze politiche
Lo sviluppo dei nuovi movimenti religiosi xiantiani è fortemente influenzato dal contesto politico dell'attuale mondo cinese. Nella Cina continentale questi movimenti emergenti sono ancora oggi oggetto di repressione, sebbene prima del 1949, l'Ikuantao e il Tungshanshe, avessero acquisito una notabile diffusione e importanza culturale. Sono infatti malvisti per le relazioni politiche che avevano costituito. La religione ikuantaoista instaurò difatti un dialogo con il governo fantoccio dell'epoca dell'occupazione giapponese, un negoziato probabilmente volto a conferire visibilità al gruppo. Questo atto costò la completa proibizione delle pratiche ikuantaoiste sia in Cina sia in Taiwan per anni. Il Tungshanshe fu invece proibito per le alleanze antirepubblicane che si diceva avesse attuato. Successivamente, a Taiwan, l'Ikuantao attrasse sempre più simpatie politiche grazie all'orientamento dei suoi membri, e nel 1987 venne per questo legalizzato. Una religione più recente, il Tiandejiao, sta avendo particolarmente successo per motivazioni molto similari a quelle che portarono all'emersione dell'Ikuantao.